# Alle kongens mænd (film fra 1949)
Alle kongens mænd er en amerikansk film fra 1949 instrueret af Robert Rossen. Filmen er baseret på Robert Penn Warrens roman af samme navn.

## Plot
Filmen handler om den ambitiøse advokat Willie Stark fra Kanoma City, som arbejder sig vej frem til guvernør. Hans politiske liv ender tragisk.
1930'erne: Journalisten Jack Burdon (John Ireland) sendes til en lille amerikansk by for at dække et lokalt valg. En af kandidaterne er Willie Stark (Broderick Crawford), og hans vigtigste valgsag er kampen mod korrupte politikere, der sidder i byrådet. Stark nægtede imidlertid at samle mere end fem mennesker på et offentligt sted, og sønen Tom (John Derek) bankes, når han forsøger at uddele foldere. Willie taber valget og afslutter i stedet sin juridiske uddannelse. På statsligt niveau er der også en masse korruption, og en af de to kandidater har brug for en modstander, der kan stjæle stemmer fra den anden. Willie forstår ikke helt, hvad spillet handler om og sætter godtroende valg. Det vil være et tab, men ikke uden ham indser han endelig indstillingen, og dermed bliver han endnu mere voldsom. Jack får et job med ham, og sammen med den rådgiver Sadie Burke (Shepperd Strudwick) og bodyguard Sugar Boy (Walter Burke) følger han Willies vej til magten som guvernør. Men når man får så meget magt på sine hænder bliver det vanskeligt at forenet liv og lære.

## Rollebesætning
| Broderick Crawford   | Willie Stark      |
| John Ireland         | Jack Burden       |
| Joanne Dru           | Anne Stanton      |
| John Derek           | Tom Stark         |
| Mercedes McCambridge | Sadie Burke       |
| Shepperd Strudwick   | Adam Stanton      |
| Ralph Dumke          | Tiny Duffy        |
| Anne Seymour         | Mrs. Lucy Stark   |
| Katherine Warren     | Mrs. Burden       |
| Raymond Greenleaf    | Monte Stanton     |
| Walter Burke         | Sugar Boy         |
| Will Wright          | Dolph Pillsbury   |
| Grandon Rhodes       | Floyd McEvoy      |
| H.C. Miller          | Pa Stark          |
| Richard Hale         | Richard Hale      |
| William Bruce        | Politichefen      |
| A.C. Tillman         | Sheriff           |
| Houseley Stevenson   | Madison, redaktør |
| Truett Myers         | Præsten           |
| Phil Tully           | Fodboldtræneren   |
| Helene Stanley       | Helene Hale       |
| Reba Waterson        | Receptionist      |